# Víktor Tsihankov
Víktor Vitàliovitx Tsihankov (ucraïnès: Віктор Віталійович Циганков; nascut el 15 de novembre de 1997) és un futbolista professional ucraïnès que juga com a migcampista ofensiu o lateral al club Girona FC de la primera divisió i a la selecció d'Ucraïna.

## Carrera de club

### Dinamo de Kíiv
Nascut a Nahariyya (Israel), on el seu pare, Vitali Tsihankov, jugava a futbol, Tsihankov es va traslladar a Ucraïna quan era molt jove. Tsihankov va passar per les acadèmies del Nyva Vinnytsia i del Dynamo Kyiv. El seu primer entrenador va ser Mykola Zahoruyko.
Va debutar la Premier League ucraïnesa amb el Dinamo el 14 d'agost del 2016 contra el FC Stal Kamianske. Durant la temporada 2018-19, Tsihankov va ser reconegut com a jugador del mes a la Premier League ucraïnesa en tres ocasions: març del 2018, desembre del 2018 i abril del 2019.

### Girona FC
El 17 de gener del 2023, Tsihankov va fitxar pel Girona FC, de la lliga espanyola, amb què va signar un contracte fins al juny del 2027. El traspàs va suposar un desemborsament de 5 milions d'euros, amb una clàusula de venda del 50% a favor del Dinamo de Kíiv.

## Carrera internacional
Tsihankov va rebre la seva primera convocatòria amb la selecció absoluta d'Ucraïna per als partits de classificació per a la Copa del Món de la FIFA 2018 contra Turquia i Kosovo a l'octubre del 2016, però no va participar en cap. Va debutar amb l'absoluta al partit de classificació per al Mundial de novembre contra Finlàndia, al minut 83.

## Palmarès
Dinamo de Kíiv
- Primera Lliga d'Ucraïna: 2020-21
- Copa d'Ucraïna: 2019–20, 2020–21
- Supercopa d'Ucraïna: 2018, 2019, 2020

Individual
- Millor talent d'or (3): 2016 (U-19), 2017 (U-21), 2018 (U-21)
- Futbolista ucraïnès de l'any: 2018
- Jugador de l'any de la Premier League d'Ucraïna: 2018–19
- Futbolista de l'any de la Premier League d'Ucraïna : 2020
- Jugador del mes de la Premier League d'Ucraïna (3): 2017–18 (març), 2018–19 (desembre), 2018–19 (abril)